# Natriumschicht

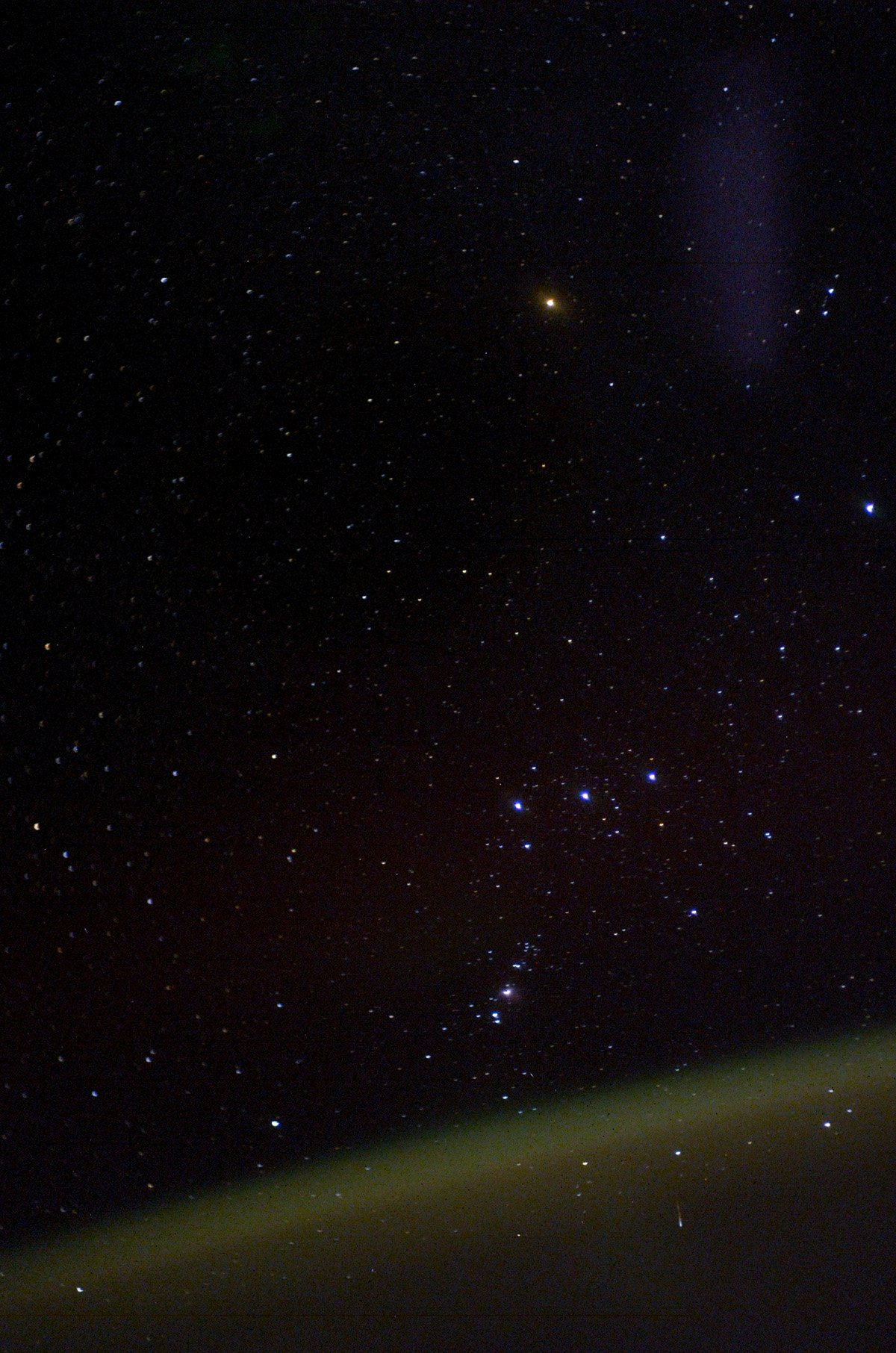
Das Nachtglühen der Natriumschicht, aus Sicht der Internationalen Raumstation im Querschnitt

Mit Natriumschicht, engl. Sodium Layer, wird ein Bereich der Mesosphäre bezeichnet, in dem sich ungebundene, nichtionisierte Natriumatome befinden. Die Natriumschicht befindet sich typisch in einer Höhe von 80 bis 105 km und hat eine vertikale Ausdehnung von etwa 5 km; darunter ist Natrium meist chemisch gebunden, am häufigsten als Natriumoxid, darüber ionisiert.
Die Natriumatome befinden sich überwiegend im angeregten Zustand und strahlen schwach gelblich bei einer Wellenlänge von 589 nm, der Fraunhofer Natrium-D-Linie. Diese Strahlung wird auch als Nachtglühen bezeichnet. Das Natrium stammt vom Abrieb von Meteoren.
Die Natriumschicht wurde 1929 von Vesto Melvin Slipher entdeckt, 1939 schlug Sydney Chapman einen Reaktionszyklus zur Erklärung des Nachtglühens vor.
In der Astronomie wird die Natriumschicht genutzt, um mittels Laser künstliche Leitsterne zu erzeugen, anhand derer die Beeinträchtigung der Bildqualität von Teleskopen durch atmosphärische Turbulenzen (Seeing) kompensiert werden kann.